# Tetraleurodes dorsirugosa
Tetraleurodes dorsirugosa es un hemíptero de la familia Aleyrodidae, con una subfamilia: Aleyrodinae.
Fue descrita científicamente por primera vez por Nakahara en 1995.